# Koran
Pour l’article ayant un titre homophone, voir Coran.
Koran est une commune située dans le département de Dédougou de la province du Mouhoun au Burkina Faso.